# Bacillus (bakteria)
Bacillus (łac. bacillus – laseczka) – rodzaj bakterii Gram-dodatnich o walcowym kształcie, należących do typu Firmicutes, zdolnych do tworzenia przetrwalników.
Bacillus to zazwyczaj bakterie tlenowe lub względnie beztlenowe (choć Bacillus infernus jest bezwzględnym  beztlenowcem). Mogą być ruchliwe dzięki urzęsieniu perytrychalnemu lub biegunowemu – albo nieruchliwe (np. B. anthracis, B. mycoides). Są katalazododatnie, szeroko rozpowszechnione w naturze. Mogą wytwarzać otoczkę złożoną z kwasu poliglutaminowego lub z polisacharydów.
Występują pojedynczo, parami lub w formie łańcuszków. Wykazują bardzo dużą różnorodność genetyczną, przez co charakteryzują się dużym zróżnicowaniem fizjologicznym i metabolicznym. Można wyróżnić zarówno szczepy psychrofilne, jak i termofilne; acydofilne, jak i alkalofilne. Niektóre są odporne na zasolenie, inne są wręcz halofilne.
Endospory wytwarzane przez mikroorganizmy z rodzaju Bacillus są bardzo odporne na niekorzystne warunki środowiska (ciepło, wysuszenie), a także na wiele środków dezynfekujacych. Przetrwalniki B. anthracis mogą przetrwać w glebie nawet dziesiątki lat. Dzięki tym zdolnościom bakterie Bacillus są szeroko rozpowszechnione w przyrodzie – izolowane są z gleby, wód słodkich i słonych, przewodu pokarmowego zwierząt czy psującej się żywności.

## Metabolizm
Bakterie Bacillus należą do chemoorganotrofów (z wyjątkiem dwóch gatunków będących fakultatywnymi chemolitotrofami). W zależności od gatunku mają bardzo zróżnicowane wymagania pokarmowe – można spotkać zarówno prototrofy, jak i auksotrofy. Substancje organiczne są metabolizowane na drodze oddychania tlenowego, fermentacji lub obu tych procesów. Heksozy są rozkładane w wyniku glikolizy do pirogronianu.

## Zastosowanie
Komórki bakterii dzięki szybkiemu wzrostowi i wydzielaniu dużej ilości białek do pożywki można efektywnie wykorzystać do produkcji białek heterogenicznych (obcych białek kodowanych przez geny pochodzące od innych organizmów). Mogą to być enzymy lub białka o znaczeniu terapeutycznym (hormony wzrostu, interferony, interleukiny, proinsulina). Przykładem jest Bacillus subtilis.

### Produkcja enzymów
Najważniejszymi enzymami produkowanymi z wykorzystaniem bakterii z rodzaju Bacillus są enzymy proteolityczne i amylolityczne. Sprzedaż proteaz stanowi około 60% światowego rynku enzymów, a najważniejszymi ich producentami są bakterie z rodzaju Bacillus. Szacunkowo połowa preparatów enzymatycznych jest produkowana z udziałem tych bakterii. Proteazy wytwarzane są przez B. subtilis, B. licheniformis, B. pumilus, B. amyloliquefaciens, B. megaterium, natomiast α-amylazy głównie przez B. amyloliquefaciens, B. licheniformis, B. subtilis.
Inne enzymy wytwarzane przez Bacillus to izomeraza glukozowa (B. coagulans), fosfataza alkaliczna (B. cereus, B. amyloliquefaciens), fosfolipaza C (B. cereus), katalaza (B. subtilis).

### Produkcja bakteriocyn i antybiotyków
Bacillus produkują bakteriocyny oraz substancje podobne do bakteriocyn. Niektóre mogą potencjalnie znaleźć zastosowanie w konserwacji żywności, ponieważ są łatwo rozkładalne w przewodzie pokarmowym i w niskich stężeniach wykazują niski potencjał alergiczny. Szczepy B. circulans, B. cereus, B. subtilis, B. licheniformis mogą wytwarzać antybiotyki bacytracynę i gramicydynę S.

### Produkcja bioinsektycydów
B. thuringiensis ma zdolność syntezy białkowych toksyn krystalicznych Cry i Cyt (tzw. δ-endotoksyny) wykazujących aktywność owadobójczą. Kryształy toksyn rozpuszczają się w środkowym odcinku przewodu pokarmowego owada i uwalniają prototoksynę, która uaktywnia się przez działanie peptydaz. Pocięte fragmenty wiążą się z receptorami komórek błon pokrywających przewód pokarmowy, zakłócają równowagę osmotyczną komórek i doprowadzają do ich lizy. W wyniku paraliżu jelita owady nie mogą spożywać pokarmu i większość ginie po kilku godzinach. Ich toksyczność zależy od stopnia powinowactwa wiązania z błonami komórkowymi.

### Produkcja innych związków
Wytwarzają D-rybozę, służąca do produkcji nukleotydów i ryboflawiny (B. subtilis, B. pumilus), kwas poliglutaminowy (PGA), streptawidynę (B. subtilis), substancje smakowe i zapachowe, na przykład przez przekształcanie kwasu ferulowego do 4-winylogwajakolu, przetwarzanego dalej do waniliny (B. pumilus); kwas hialuronowy, kwas poligalakturonowy.

### Biotransformacja i biodegradacja i fermentacja żywności
Bacillus biotransformują wielu związków, między innymi hydrolizują estry i transformują steroidy. Dokonują także biodegradacji wielu związków, między innymi n-alkanów (B. subtilis), związków amidowych stosowanych jako pestycydy (B. firmus, B. sphaericus), cyjanowodoru (B. pumilus), barwników azowych (B. subtilis). Nasiona soi fermentowane przez B. subtilis stosowane są do produkcji tradycyjnej japońskiej potrawy natto.

## Patogenność
Spośród bakterii rodzaju Bacillus jedynie B. anthracis (laseczka wąglika) jest uważany za gatunek silnie patogenny dla człowieka i innych ssaków. Innym szkodliwym gatunkiem, choć znacznie mniej wirulentnym, jest B. cereus, wywołujący zatrucia pokarmowe i infekcje ran. Niektóre gatunki (B. circulans, B. megaterium, B. sphaericus) mogą powodować zakażenia oportunistyczne. Większość jednak to gatunki bezpieczne dla ludzi i zwierząt, mające status GRAS (od ang. generally recognized as safe), nadawany przez amerykańską Agencję Żywności i Leków.